# Meriones persicus
Meriones persicus (Меріонес перський) — вид родини мишеві (Muridae).

## Поширення
Країни поширення: Афганістан, Вірменія, Азербайджан, Іран, Ірак, Пакистан, Туреччина, Туркменістан. Висота проживання сягає 3250 м над рівнем моря. Проживає в передгірних і гірських степах.

## Звички
Нічний, наземних, товариський, всеїдний вид.

## Загрози та охорона
У цілому немає серйозних загроз для цього виду, хоча деякі групи населення можуть опинитися під загрозою через тривалі періоди посухи. Цей вид присутній в багатьох природоохоронних районах.